# Bible brestská
Bible brestská (pol. Biblia brzeska) je nejstarším polským překladem Bible uskutečněným z originálních jazyků. Vznikla v prostředí polských kalvinistů. Podle fundátora Mikuláše Radziwiłła Černého se jí někdy říká Bible Radziwiłłovská. Kolektiv překladatelů tvořili mj. Grzegorz Orszak, Jan Laský, Piotr Stoiński či Francesco Stancaro.
Byla vytištěna roku 1563 v Brestu Litevském v nákladu asi 500 exemplářů.
Představovala jeden z inspiračních zdrojů pro překladatele Bible kralické.
V roce 2001 byl uskutečněn reprint Bible brestské v rámci projektu Biblia slavica.